# Колонна Маркиана
Колонна Маркиа́на (Марциана) (тур. Kıztaşı — девичий камень) — римская триумфальная колонна в Стамбуле (район Фатих), один из старейших памятников в городе. Воздвигнута в середине V века по приказу префекта Константинополя в честь византийского императора Маркиана. Выполнена из египетского гранита, нынешняя высота — 17 м. Находится к западу от акведука Валента.

## История и описание
Колонна была воздвигнута префектом Константинополя Татианом во время его правления в 450—452 годах в честь императора Маркиана (пр. 450—457). Об истории памятника практически ничего не известно, так как он не упоминается ни в одном позднеримском или византийском источнике.
Колонна была вырезана из красно-серого египетского гранита. Высота её ствола — 10 м. Четырёхугольный пьедестал колонны облицован мраморными плитами: с трёх сторон высечены христограммы внутри медальонов, а с севера на четвёртой стороне изображены два крылатых гения (ангела), держащие земной шар. Над ними, на цоколе, находится посвятительная надпись на латыни. Изначально буквы были бронзовые, но сегодня от них остались лишь пустые отверстия, по которым всё же ещё можно разобрать текст. Здесь сказано:
В переводе на русский это значит: «Взгляни на эту статую и форум Маркиана, построенные префектом Татианом.»
Но и о форуме Маркиана в древних источниках нет ни единого упоминания. Как известно, главная улица Константинополя Меса, где располагались все городские форумы, не пересекала предполагаемое местоположение форума Маркиана. Однако недавно среди турецких историков появилась гипотеза, предлагающая новый вариант маршрута Месы в северо-западном направлении, согласно которому улица проходила именно через форум Маркиана. Это предположение пока не получило всеобщего признания; но здесь стоит учитывать то, что на протяжении своей истории Константинополь неоднократно перестраивался, и поэтому план города часто менялся, как, вероятно, и направление Месы. К тому же, в одном источнике данный форум упоминается как форум Львов, который стал последним дополнением к городскому ряду форумов в 471 году; это и подтверждает факт смены направления Месы.
Колонну увенчивает коринфская мраморная капитель, украшенная четырьмя аквилами (орлами). Надпись на пьедестале говорит о том, что изначально на вершине находилась статуя императора Маркиана, что было продолжением начатой императорами Траяном и Марком Аврелием традиции сооружать триумфальные колонны в честь себя. По одним данным, статуя изображала императора сидячим, по другим — стоячим в доспехах.
Пьедестал колонны ориентирован с северо-запада на юго-восток вдоль близлежащих улиц, в то время как капитель сдвинута на 45° к оси север-юг. Исходя из этого, статуя императора могла быть повёрнута в сторону находившейся рядом церкви Святых Апостолов.
Турки называют колонну Маркиана Kıztaşı (Кызташи), что значит «девичий камень, колонна». Это название возникло ещё во времена Османской империи: видимо, причиной тому послужили изображённые на пьедестале крылатые женские фигуры в виде гениев. В результате появилась легенда, согласно которой колонна каждый раз кренилась набок, когда мимо неё проходила тайком потерявшая девственность девушка.
Вплоть до начала XX века колонна была обстроена частными домами, поэтому, возможно, она и была скрыта от глаз путешественников на протяжении веков. Пожар 1908 года уничтожил всё вокруг колонны; после этого здесь появилась современная площадь. В ходе недавних реконструкций колонна была укреплена металлическими скобами.

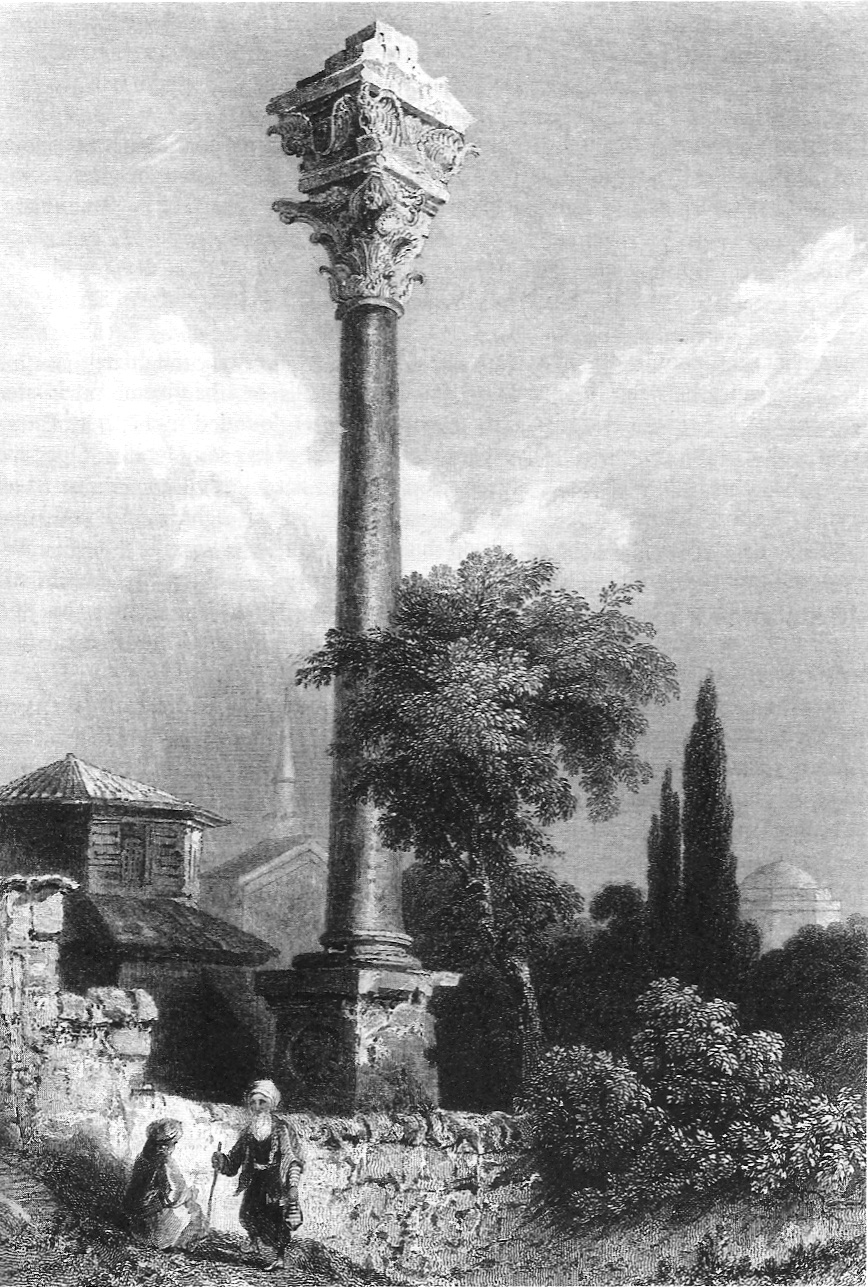
Гравюра середины XIX века, Бартлетт
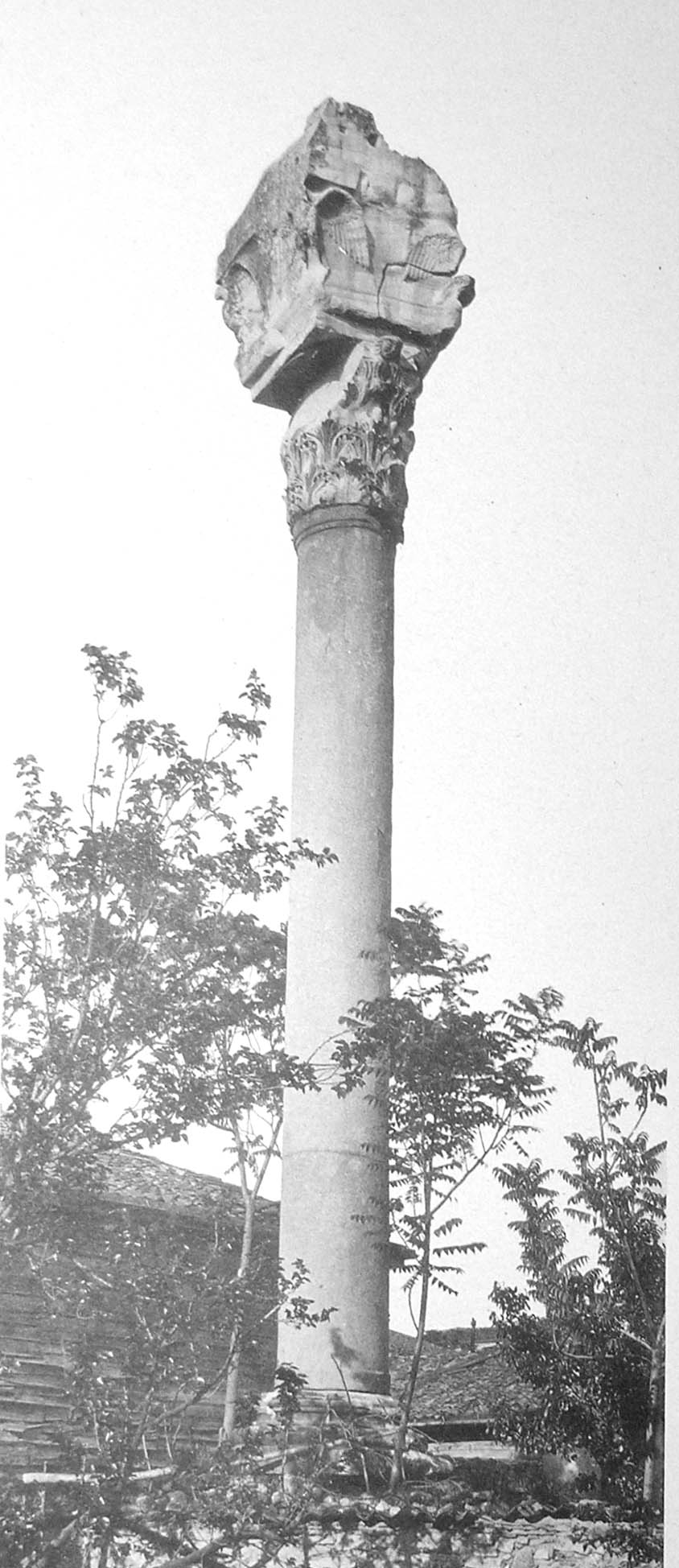
Фото 1912 года, Гурлитт
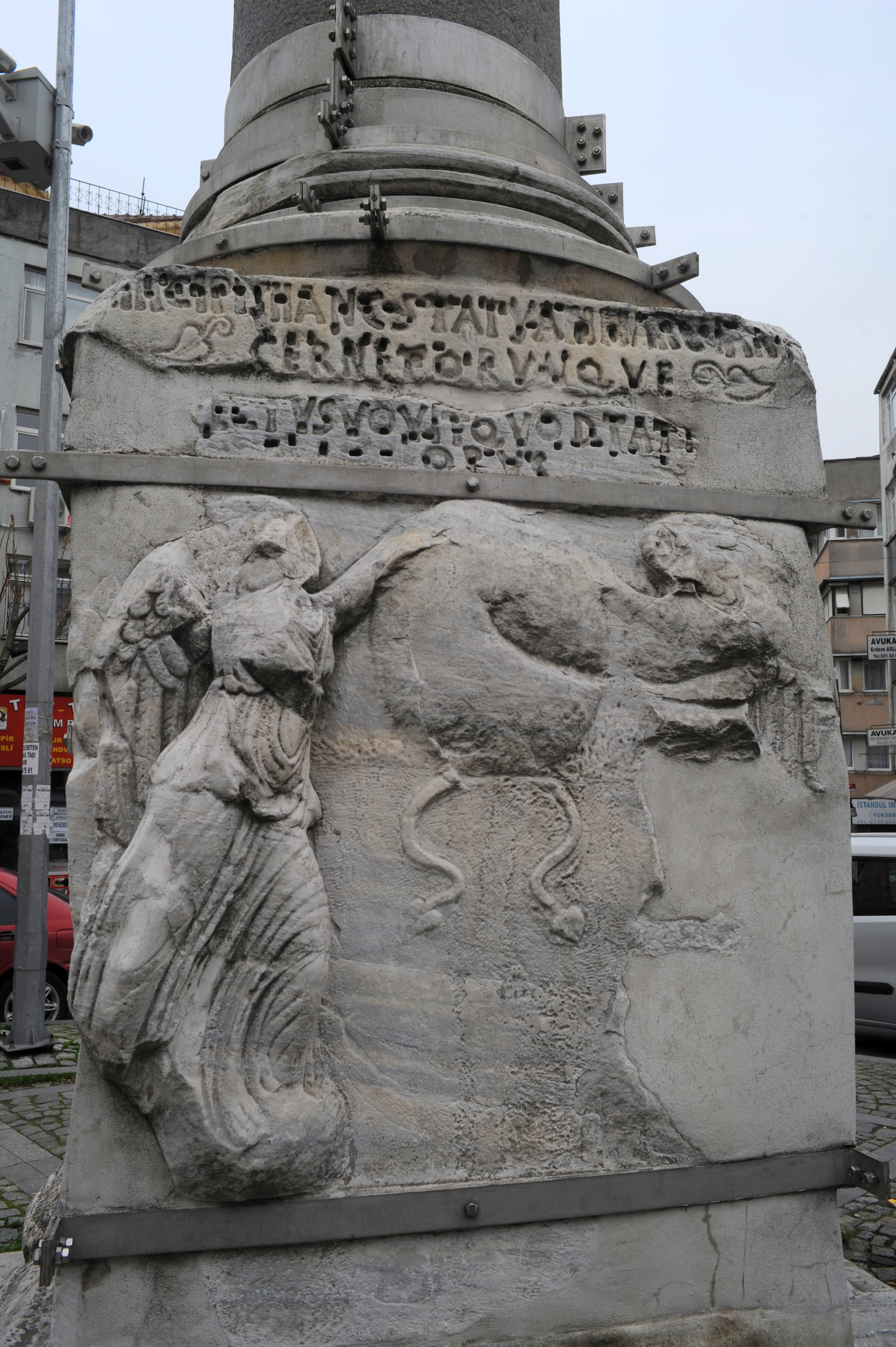
Рельеф на северной стороне пьедестала
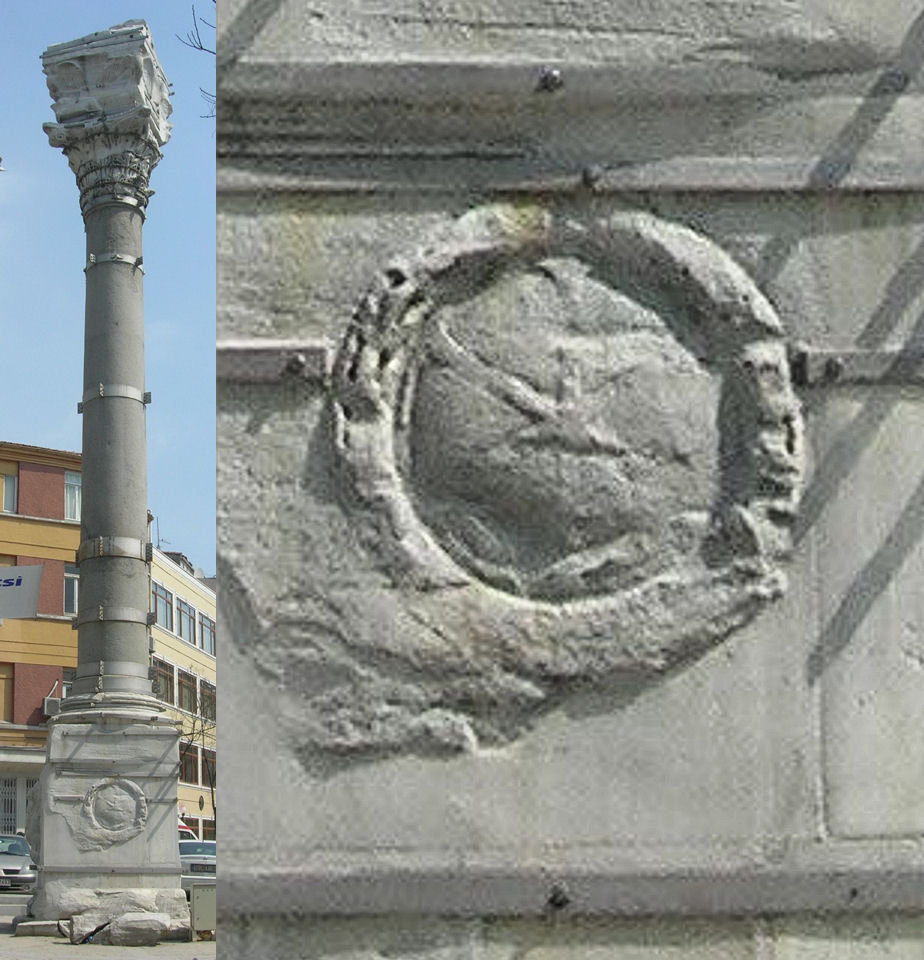
Одна из почти стёршихся христограмм